# Поддубье (Пустошкинский район)
Поддубье — деревня в Пустошкинском районе Псковской области. Входит в Алольскую волость.
Деревня расположена по обеим берегам реки Великая, в 20 км к северу от районного центра города Пустошка.

## Население
| 2002 | 2010 |
| ---- | ---- |
| 282  | ↘200 |

Численность населения деревни по оценке на начало 2001 года составляла 359 жителей. 

## История
Точной даты основания нет, но совершенно точно известно, что она была основана раньше райцентра города Пустошка. Во времена СССР здесь был колхоз-миллионщик. Теперь от него осталась разрушенная гидроэлектростанция, дом культуры, недостроенный магазин и разные постройки для сельскохозяйственных нужд. 
С 1995 до 2005 года деревня входила в состав ныне упразднённой Васильковской волости с центром в д. Криуха.